# 블라디미르 보릇코

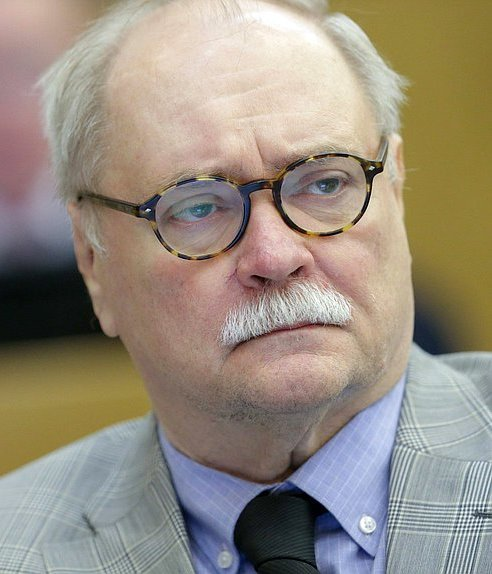

블라디미르 블라디미로비치 보릇코(러시아어: Владимир Владимирович Бортко, 1946년 5월 7일 ~ )는 러시아의 영화 감독, 각본가, 정치인, 텔레비전 프로듀서, 텔레비전 감독, 영화배우, 제작자, 무대 연출가, 영화 프로듀서이다. 모스크바에서 태어났다.

## 영화
- 시크릿 어페어 (2017년)
- 소울 오브 스파이 (2015년)
- 대장 부리바 (2009년)
- 거장과 마가리타 (2005년)
- 아프간 침공 (1990년)
- 개의 심장 (1988년)